# The Nanny

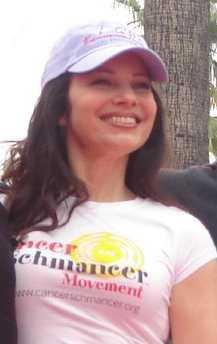
Fran Drescher.

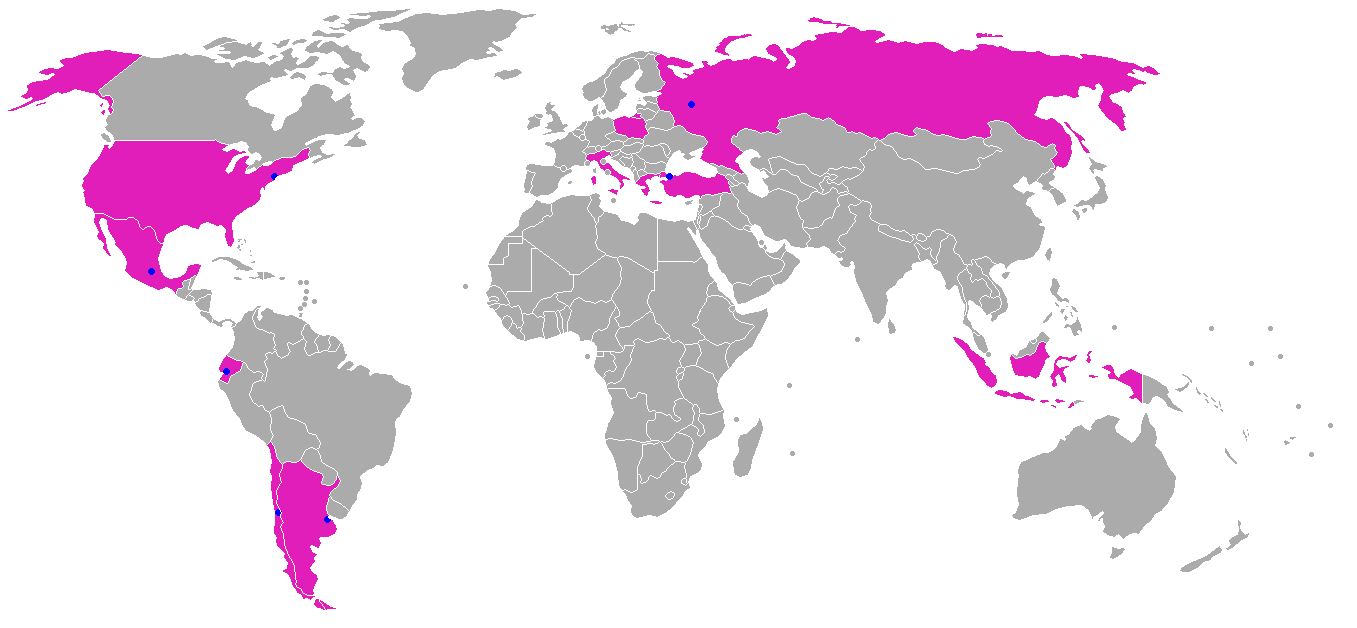
Länder där egna varianter av The Nanny har spelats in.

Nanny eller The Nanny (på svenska även kallad Mitt liv som mamma) är en amerikansk komisk TV-serie, som sändes av CBS i sex säsonger under åren 1993–1999.
Den handlar om barnflickan Fran Fine (Fran Drescher), hennes chef Maxwell Sheffield (Charles Shaughnessy) och hans barn Maggie (Nicholle Tom), Brighton (Benjamin Salisbury) och Grace (Madeline Zima). Andra medverkande är butlern Niles (Daniel Davis) och Maxwells affärspartner C.C. Babcock (Lauren Lane).

## Handling
Efter att ha fått sparken från en bröllopsaffär av sin chef och fästman börjar Fran Fine sälja smink från dörr till dörr.
Till slut kommer hon till den rika familjen Sheffield. Trots att hon inte är en utbildad barnflicka lyckas hon få anställning hos dem. Alla i familjen är i stort behov av henne.

## Fakta om karaktärerna

### Fran Fine (Fran Drescher)
Fran Fine är född och uppvuxen i stadsdelen Queens i New York, hon är judinna och har alltid mycket smink, stort hår och korta kjolar. Hennes stora idol är Barbra Streisand som hon anser är större än Gud, men hon blir alldeles uppspelt när vilken berömdhet som helst besöker huset.

### Maxwell Sheffield (Charles Shaughnessy)
Maxwell Sheffield är änkling och producerar musikaler på Broadway. I början verkar han kall men är egentligen mycket osäker och har svårt att hålla ihop familjen efter sin frus bortgång. Med Frans hjälp lyckas han både med barnen och sitt eget liv. 

### Maggie (Nicholle Tom)
Margaret ”Maggie” var precis som alla andra i stort behov av Fran när serien startade, på den tiden var hon blyg.

### Brighton (Benjamin Salisbury)
Var en oseriös pojke innan Fran kom till huset. Han älskade att spela död och leka att han dödade. Han saknar sin bortgångna mamma och Fran lyckas fylla tomrummet.

### Grace (Madeline Zima)
I början var Grace ”Gracie” en mycket komplicerad flicka på 7 år som behövde terapi var och varannan dag.

### Niles (Daniel Davis)
Är den skämtsamme butlern i huset som håller stämningen uppe när han är i luven på C.C. Babcock. Niles hatar C.C. och C.C. hatar Niles. De fäller sylvassa kommentarer till och om varandra, men innerst inne gillar de varandra.

### C.C. Babcock (Lauren Lane)
Chastity Claire ”C.C.” Babcock är Mr. Sheffields medhjälpare i hans jobb, hon är även väldigt förtjust i Max och gillar att göra livet surt för både Fran och Niles som hon gärna förnedrar på skämtsamt vis, oturligt nog får hon mest tillbaka. 
Hon blir i slutet av serien mycket förtjust i butlern Niles och i sista avsnittet i den sjätte säsongen gifter de sig, över Fran som håller på att föda barn. Samtidigt som de gifter sig avslöjas också vad C.C står för, Chastity Claire.

### Sylvia Fine (Renee Taylor)
”Sylvia” är Frans mamma som hela tiden är på Fran att hon ska gifta sig.
Hennes favoritsysselsättning är att äta. Sylvia är gift med Morty Fine som man aldrig ser förrän i sista säsongen.

### Yetta Rosenburg (Ann Guilbert)
”Yetta” är Frans senildementa mormor, som bor på ett hem.

### Val Toriello (Rachel Chagall)
Valerie ”Val” Toriello är Frans korkade bästis. Val har liknande kläder och hår som Fran.

### Gästskådespelare
- 1993 – James Marsden som Ed
- 1993 – Ian Abercrombie som inspektör
- 1993 – Brian George som inspektör
- 1993 – Cristine Rose som dr Gordon
- 1994 – Wallace Shawn som en investerare
- 1994 – Dan Aykroyd som reparatör
- 1995 – Christina Pickles som läkare
- 1995 – Donald Trump som sig själv
- 1996 – Robert Vaughn som Maxwell Sheffields pappa/far
- 1996 – Marvin Hamlisch som Alan Neider
- 1996 – Rosie O'Donnell som sig själv
- 1996 – Eartha Kitt som sig själv
- 1996 – Joan Collins som Joan Sheffield
- 1996 – Pamela Anderson som Heather Biblow
- 1997 – Jane Sibbett som Morgan Faulkner
- 1997 – Celine Dion som sig själv
- 1997 – Elton John som sig själv
- 1997 – Chevy Chase som sig själv
- 1997 – Ray Charles som Yettas pojkvän Sammy
- 1998 – Ray Romano som en kille från Frans High School
- 1998 – Richard Fancy som Maxwells pappas advokat
- 1998 – Kathryn Joosten som sjuksköterska
- 1998 – Bill Clinton som sig själv
- 1998 – Chris Elliott som Secret Service-agent
- 1999 – Barbra Streisand som sig själv

Eftersom Maxwell Sheffield är i nöjesbranschen är det inte konstigt att många kändisar spelar sig själva i TV-serien; Maxwell träffar dem helt enkelt å yrkets vägnar.

## Professionella skrattare
I The Nanny var det första gången man anställde statister för att skratta på rätt ställe och som hade bra skratt, innan dess var det ofta studiopublik. Detta berodde på att Fran Drescher hade blivit våldtagen i sitt eget hem och därför utvecklade en paranoia inför att vem som helst skulle kunna sätta sig i publiken.